# Liten rotskräling
Liten rotskräling (Phaeocollybia arduennensis) är en svampart som beskrevs av Bon 1979. Enligt Catalogue of Life ingår Liten rotskräling i släktet Phaeocollybia,  och familjen spindlingar, men enligt Dyntaxa är tillhörigheten istället släktet Phaeocollybia,  och familjen buktryfflar. Arten är reproducerande i Sverige. Inga underarter finns listade i Catalogue of Life.